# Györgyicze Vilmos
Györgyicze Vilmos (Csíksomlyó-Csobotfalva, 1933. július 17. –) magyar biológus, szakíró, nyugalmazott középiskolai tanár.

## Élete
Középiskolai tanulmányait Csíkszeredában végezte (1951), a Bolyai Tudományegyetem természetrajz karán szerzett oklevelet (1955). A csíkszentdomokosi általános iskola tanára, 1958-tól itt, 1963-tól Csíkdánfalván iskolaigazgató, 1979 óta a Hargita megyei tanfelügyelőség szakfelügyelője. A megye természetvédelméről, az ezzel kapcsolatos pedagógiai lehetőségek népszerűsítéséről szóló írásait a Hargita, Hargita Kalendárium, Ifjúmunkás, Művelődés, Vörös Zászló közli. Biológusnapok, környezetvédelmi hetek, országos etnobotanikai szimpozionok szervezője, kiadványainak szerkesztője. A Hargita megye útikönyve  (Csíkszereda, 1973) és Hargita megye természetes gyógytényezői  (Csíkszereda, 1974) című kötetek munkatársa.
2003 szeptemberében Nyugat-magyarországi Egyetemért Emlékéremmel tüntették ki.